# Liste der Kulturgüter in Triengen
Die Liste der Kulturgüter in Triengen enthält alle Objekte in der Gemeinde Triengen im Kanton Luzern, die gemäss der Haager Konvention zum Schutz von Kulturgut bei bewaffneten Konflikten, dem Bundesgesetz vom 20. Juni 2014 über den Schutz der Kulturgüter bei bewaffneten Konflikten sowie der Verordnung vom 29. Oktober 2014 über den Schutz der Kulturgüter bei bewaffneten Konflikten unter Schutz stehen.
Objekte der Kategorie A sind im Gemeindegebiet nicht ausgewiesen, Objekte der Kategorie B sind vollständig in der Liste enthalten, Objekte der Kategorie C fehlen zurzeit (Stand: 1. Januar 2023). Unter übrige Baudenkmäler sind zusätzliche Objekte zu finden, die im kantonalen Denkmalverzeichnis verzeichnet und nicht bereits in der Liste der Kulturgüter enthalten sind.

## Kulturgüter
| Foto | | Objekt                                                                                 | Kat. | Typ | Standort                                       | Beschreibung |
| ---- | --- | -------------------------------------------------------------------------------------- | ---- | --- | ---------------------------------------------- | ------------ |
| ja   | Datei hochladen · Wikidata zu Katholische Kirche St. Laurentius und Pfarrhaus (Q29785837)                         | Katholische Kirche St. Laurentius und Pfarrhaus KGS-Nr.: 03909                         | B    | G   | Hubelstrasse 20.2, 18 648357 / 231654          |              |
| ja   | Datei hochladen · Wikidata zu Heilig-Kreuz-Kapelle (Q29785838)                                                    | Kapelle Heiligkreuz KGS-Nr.: 03910                                                     | B    | G   | Wellnau 4.3 649351 / 232070                    |              |
| ja   | Datei hochladen · Wikidata zu Katholische Kirche St. Mariä-Himmelfahrt (Q29785852)                                | Katholische Kirche St. Mariä-Himmelfahrt KGS-Nr.: 03922                                | B    | G   | Winikon, Schulhausstrasse 10.1 646240 / 231995 |              |
| BW   | Datei hochladen · Wikidata zu Früheisenzeitliche Siedlung / Römischer Gutshof Heidenloch (Q120942805)             | Heidenloch, früheisenzeitliche Siedlung / römischer Gutshof KGS-Nr.: 17162             | B    | F   | Heideloch 647809 / 233142                      |              |
| BW   | Datei hochladen · Wikidata zu Bronzezeitliche Siedlung / Römischer Gutshof Murhubel (Q120943553)                  | Murhubel, bronzezeitliche Siedlung / römischer Gutshof KGS-Nr.: 17163                  | B    | F   | Murhubel 647977 / 231982                       |              |
| BW   | Datei hochladen · Wikidata zu Mesolithisch-neolithischer Siedlungsplatz / römischer Gutshof Muracher (Q120945076) | Muracher, mesolithisch-neolithischer Siedlungsplatz / römischer Gutshof KGS-Nr.: 17164 | B    | F   | Winikon, Muracher 646399 / 231731              |              |
| BW   | Datei hochladen · Wikidata zu Frühmittelalterliches Gräberfeld Chäppeli (Q120945922)                              | Chäppeli, frühmittelalterliches Gräberfeld KGS-Nr.: 17165                              | B    | F   | Kulmerau, Chäppeli 648656 / 233290             |              |

## Übrige Baudenkmäler
| ID  | Foto |                 | Objekt                                          | Typ | Standort                                      | Beschreibung |
| --- | ---- | --------------- | ----------------------------------------------- | --- | --------------------------------------------- | ------------ |
| 32  | BW   | Datei hochladen | Kapelle St. Christina                           | G   | Kulmerau, Rain 1.1 649111 / 233993            |              |
| 76  | BW   | Datei hochladen | Haus Fischer                                    | G   | Kantonsstrasse 55 648277 / 231762             |              |
| 138 | ja   | Datei hochladen | Pfarrhaus                                       | G   | Winikon, Schulhausstrasse 10 646249 / 231941  |              |
| 178 | ja   | Datei hochladen | Pfarrspeicher                                   | G   | Winikon, Schulhausstrasse 8.2 646250 / 231903 |              |
| 784 |      | Datei hochladen | Archäologische Parzelle bei der Kapelle Wellnau | F   | Koordinaten fehlen! Hilf mit.                 |              |

Legende: Siehe Legende der Liste der Kulturgüter von nationaler und regionaler Bedeutung. Anstelle der KGS-Nummer wird als Objekt-Identifikator (ID) die Gebäudenummer im kantonalen Denkmalverzeichnis verwendet.